# 圣皮埃尔岛 (圣皮埃尔和密克隆)
聖皮耶島（法語：Île Saint-Pierre，法語發音：[il sɛ̃ pjɛʁ]）是法国在北大西洋的海外属地圣皮埃尔和密克隆中的島嶼，屬於聖皮耶與密克隆群島和圣皮埃尔市镇的一部分。該島位於紐芬蘭島以西20公里，長13.6公里、寬7.2公里，面積25平方公里，最高點海拔高度207米，2013年人口5,430。